# Notre-Dame-d'Estrées-Corbon
Notre-Dame-d'Estrées-Corbon è un comune francese del dipartimento del Calvados nella regione della Normandia.
È stato creato il 1º gennaio 2015 dalla fusione dei preesistenti comuni di Notre-Dame-d'Estrées e Corbon.
Il capoluogo è la località di Notre-Dame-d'Estrées.